# Davide Ghiotto
Davide Ghiotto (Altavilla Vicentina, 3 dicembre 1993) è un pattinatore di velocità su ghiaccio italiano.

## Biografia
È figlio del ciclista Federico Ghiotto, attivo a cavallo degli anni ottanta e novanta del XX secolo. Ha un figlio di nome Filippo, avuto con la compagna Susy, con cui vive a Zovencedo, nella frazione di San Gottardo. Si è formato presso l'Università degli Studi di Trento, dove ha conseguito la laurea in filosofia con una tesi dal titolo Etica e suicidio.

### Carriera
Ha iniziato la sua carriera agonistica nel pattinaggio velocità sui roller, disciplina praticata sin dall'età di sette anni. Dal 2013 si è dedicato al pattinaggio di velocità su ghiaccio. È allenato da Maurizio Marchetto.
Si è messo in mostra a livello internazionale vincendo la medaglia d'oro nei 5.000 e 10.000 metri all'Universiade di Almaty 2017.
Ha rappresentato l'Italia ai Giochi olimpici invernali di Pyeongchang 2018, giungendo diciannovesimo nei 5.000 metri e dodicesimo nei 10.000 metri. 
All'Olimpiade di Pechino 2022, ha conquistato una medaglia di bronzo nei 10.000 m, terminando la gara alle spalle dello svedese Nils van der Poel e all'olandese Patrick Roest. Nei 5.000 m ha chiuso ottavo.
Ai mondiali su distanza singola di Heerenveen 2023 si è laureato campione iridato nei 10.000 m, precedendo l'olandese Jorrit Bergsma e il canadese Ted-Jan Bloemen. Nei 5000 m ha ottenuto l'argento, terminando alle spalle dell'olandese Patrick Roest.
Ai mondiali dell'anno successivo di Calgary ha confermato l'oro nei 10.000 metri e l'argento nei 5000 metri ed è salito sul gradino più alto del podio anche nell'inseguimento a squadre.
Nella tappa di Coppa del Mondo di Calgary, il 25 gennaio 2025, fa segnare il nuovo record del mondo sui 10.000m con il tempo di 12:25.69 battendo di oltre 5 secondi il precedente record dello svedese Nils van der Poel.

## Palmarès

### Olimpiadi
- 1 medaglia:
  - 1 bronzo (10 000 m a Pechino 2022)

### Mondiali distanza singola
- 7 medaglie:
  - 4 ori (10 000 m a Heerenveen 2023; 10 000 m e inseguimento a squadre a Calgary 2024; 10 000 m a Hamar 2025)
  - 3 argenti (5 000 m a Heerenveen 2023; 5 000 m a Calgary 2024, inseguimento a squadre a Hamar 2025)

### Europei distanza singola
- 3 medaglie:
  - 2 argenti (5 000 m e inseguimento a squadre a Heerenveen 2024)
  - 1 bronzo (inseguimento a squadre a Heerenveen 2022)

### Coppa del Mondo
- Vincitore della Coppa del Mondo di distanze lunghe nel 2024[2]
- 25 podi (15 nei 5 000 m, 3 nei 10 000 m, 7 nell'inseguimento a squadre):
  - 6 vittorie (2 nei 5 000 m, 3 nei 10 000 m, 1 nell'inseguimento a squadre)
  - 13 secondi posti (9 nei 5 000 m, 4 nell'inseguimento a squadre)
  - 6 terzi posti (4 nei 5 000 m, 2 nell'inseguimento a squadre)

#### Coppa del Mondo - vittorie
| Data             | Luogo               | Paese    | Disciplina   |
| ---------------- | ------------------- | -------- | ------------ |
| 17 dicembre 2022 | Calgary             | Canada   | 10 000 m     |
| 11 febbraio 2023 | Tomaszów Mazowiecki | Polonia  | 5 000 m      |
| 2 dicembre 2023  | Stavanger           | Norvegia | 10 000 m     |
| 23 novembre 2024 | Nagano              | Giappone | 5 000 m      |
| 24 novembre 2024 | Nagano              | Giappone | Team pursuit |
| 25 gennaio 2025  | Calgary             | Canada   | 10 000 m     |

### Universiadi
- 2 medaglie:
  - 2 ori (5 000 m e 10 000 m ad Almaty 2017)